# Турнир претендентов по международным шашкам 1974
Турнир претендентов 1974 года («Challenge Mondial 1974») — шашечный турнир, по результатам которого был определён соперник чемпиона мира по международным шашкам Тона Сейбрандса в матче, предполагавшемся к проведению в 1975 году. Турнир проходил в один круг при одиннадцати участниках со 2 по 14 ноября 1974 года в Тбилиси (СССР). Победил в турнире и получил право на матч за звание чемпиона мира советский гроссмейстер Исер Куперман. Второе и третье места поделили гроссмейстеры Харм Вирсма (Нидерланды) и Анатолий Гантварг (СССР), набравшие одинаковое с первым призером количество очков, но отставшие от него по коэффициенту Бергера. Турнир фактически определил чемпиона мира 1975 года, так как Тон Сейбрандс еще до турнира заявлял в прессе о своём намерении отказаться от защиты титула чемпиона в матче с претендентом.

## Итоги
| Место | Спортсмен         | Страна     | 1 | 2 | 3 | 4 | 5 | 6 | 7 | 8 | 9 | 10 | 11 | Игры | Выигр. | Ничьи | Пораж. | Очки | Коэфф. Бергера |
| ----- | ----------------- | ---------- | - | - | - | - | - | - | - | - | - | -- | -- | ---- | ------ | ----- | ------ | ---- | -------------- |
| 1     | Исер Куперман     | СССР       |   | 1 | 1 | 2 | 2 | 2 | 1 | 2 | 2 | 2  | 2  | 10   | 7      | 3     | 0      | 17   | 145            |
| 2-3   | Харм Вирсма       | Нидерланды | 1 |   | 1 | 1 | 2 | 2 | 2 | 2 | 2 | 2  | 2  | 10   | 7      | 3     | 0      | 17   | 137            |
| 2-3   | Анатолий Гантварг | СССР       | 1 | 1 |   | 1 | 2 | 2 | 2 | 2 | 2 | 2  | 2  | 10   | 7      | 3     | 0      | 17   | 137            |
| 4     | Андрис Андрейко   | СССР       | 0 | 1 | 1 |   | 1 | 2 | 2 | 2 | 2 | 2  | 2  | 10   | 6      | 3     | 1      | 15   | 112            |
| 5     | Франклин Валдринг | Суринам    | 0 | 0 | 0 | 1 |   | 0 | 2 | 1 | 2 | 2  | 2  | 10   | 4      | 2     | 4      | 10   | 56             |
| 6     | Гаэтан Ганьон     | Канада     | 0 | 0 | 0 | 0 | 2 |   | 1 | 1 | 2 | 2  | 2  | 10   | 4      | 2     | 4      | 10   | 54             |
| 7     | Гвидо Бадиали     | Италия     | 1 | 0 | 0 | 0 | 0 | 1 |   | 2 | 0 | 1  | 2  | 10   | 2      | 3     | 5      | 7    | 45             |
| 8     | Павел Кадержабек  | ЧССР       | 0 | 0 | 0 | 0 | 1 | 1 | 0 |   | 2 | 1  | 2  | 10   | 2      | 3     | 5      | 7    | 36             |
| 9     | Ежи Конверский    | Польша     | 0 | 0 | 0 | 0 | 0 | 0 | 2 | 0 |   | 2  | 2  | 10   | 3      | 0     | 7      | 6    | 22             |
| 10    | Миленко Лепшич    | Югославия  | 0 | 0 | 0 | 0 | 0 | 0 | 1 | 1 | 0 |    | 2  | 10   | 1      | 2     | 7      | 4    | 14             |
| 11    | Дон Кандане       | Шри-Ланка  | 0 | 0 | 0 | 0 | 0 | 0 | 0 | 0 | 0 | 0  |    | 10   | 0      | 0     | 10     | 0    | 0              |

## Партия Андрейко — Куперман
Решающее значение для итогов турнира сыграла партия Андрейко — Куперман, игравшаяся в последнем туре. Победитель в этой партии обеспечивал себе первое место в турнире, а в случае ничьи первое — второе места делили между собой Вирсма и Гантварг, между которыми было бы назначено дополнительное соревнование. Победил в партии и занял первое место Куперман. К моменту проведения турнира в голландской прессе уже были распространены со стороны гроссмейстеров Пита Розенбурга и Тона Сейбрандса и будущего президента ФМЖД Виллема Юрга обвинения в адрес Андрейко и Купермана в жульническом сговоре («combine»), в рамках которого Куперман и Андрейко поочерёдно в турнирах намеренно проигрывают друг другу партии. Партия из турнира претендентов в Тбилиси добавила новую пищу для этих обвинений. Бывший тренер Купермана Юрий Барский считает, что нечестная игра Купермана и Андрейко стала одной из причин отказа Сейбрандса от борьбы за шашечную мировую корону. В комментариях к партии Андрейко — Куперман, написанных по горячим следам, Анатолий Гантварг не скрывает удивления ходом партии. А в открытом письме 2006 года сайту «Шашки в России» Гантварг пишет о турнире в Тбилиси:
Это самый криминальный в истории шашек турнир претендентов...,  когда у нас с Вирсмой было украдено звание чемпиона мира.
Гроссмейстер Михаил Корхов, присутствовавший во время партии в зрительном зале, так описывает происходившее на сцене:
Часы были пущены... Примерно через 40-45 минут на сцене появился Андрейко, пьяный в дым. Он с заметным трудом сел в кресло, и его голова плавно упала на край доски. В зале стоял неумолкаемый свист. Харм Вирсма бегал по проходу перед первым зрительским рядом и тоже свистел, иногда выскакивая на сцену и показывая Куперману большой палец с присыпочкой. Всё было кончено за час... Андрейко чуть позже получил в Москве выговор в приказе. После этой истории Сейбрандс категорически отказался от матча с И. Куперманом.